# ザ・メモリーハンター!
ザ・メモリーハンター!は、TIMがメインの単発バラエティ番組。2004年1月・2005年1月2日等、不定期特番としてTBS系列で放送。一度、「Pooh!」枠で放送されていた「クイズ×クイズ」の企画として隔週レギュラー放送になった事もある。
内容は主に芸能人を相手にTIMの2人が急襲した上で、芸能人の携帯電話を奪取。当の芸能人は、（直前のものから順番に）自分の携帯電話の発信履歴の日時だけをTIMが読み上げるのに対し、果たしてその発信で電話をかけた相手が誰かを答えるというもの。1人正解で10円、2人正解で100円という風に賞金が上がり、5人連続正解すると10万円の賞金がもらえる。なお途中で止めることもできるが、クイズ続行を選択した場合間違えた時点でそれまで獲得した賞金も0になる。
またヒントとして、1回だけ「手帳を見る」「電話番号の下4桁を教えてくれる」「TIMが実際にその発信履歴の相手に電話し、TIMがしゃべっている内容を聞く」の3つから一つを選ぶチャンスが与えられている。この中では直電が一番確実なヒントと思われているが、実際のところ相手が芸能人なら良いが、得てしてヒントを使用したときに限って相手が飲食店の女性だったりすることがある。それはそれで当該芸能人にはダメージとなるため、ヒントの使用がためらわれる傾向にある。また相手の携帯電話が留守電になっていたりすると、TIMがあることないことを適当にしゃべりまくるため、回答する芸能人はかえって混乱することも多い。
ゲストの芸能人の中でも特に強いのは神田うので毎年、TIMを打倒している。
また、V6出演のバラエティ番組の特番でも登場（他のクイズ企画とカップリング）。TIMに坂本昌行を加えた3人が司会役（挑戦者を急襲及び進行役）だった。